# Picea purpurea
Picea purpurea (ялина багряна, кит.: 紫果云杉, зігуо юнсхан) — вид роду ялина родини соснових.

## Поширення, екологія
Країни проживання: Китай (Ганьсу, Цинхай, Сичуань). Це субальпійський вид, що росте на висоті від 2600 до 3600 м над рівнем моря, переважно на північних схилах. Ґрунти сіро-бурі гірські або кам'янисті, як правило, підзолисті. Клімат холодний континентальний, кількість опадів від низької до помірної, більша частина яких, випадає як сніг взимку. Росте в чистих лісах або в суміші з кількома іншими видами соснових.

## Опис
Росте як вічнозелене дерево до 50 м у висоту і 100 см діаметра, з пірамідальною кроною. Кора темно-сіра і луската. Кора гілок спочатку світло-жовтого або коричнево-жовтого кольору, знебарвлюється з часом, стаючи від сіруватого до жовтувато-сірого кольору. Листя пряме або злегка вигнуте, сплющено-ромбічне в поперечному перерізі, розміром 7–12 × 1,5–1,8 мм. Насіннєві шишки від червонувато до дуже темно-фіолетового кольору, еліпсоїдні, розміром 2.5–4(6) × 1.7–3 см. Насіння ≈ 9 мм, включаючи коричневі, фіолетово-плямисті крила. Запилення відбувається у квітні, насіння дозріває у жовтні.

## Використання
Має високу якість деревини, яку використовують для будівництва, створення меблів, інструментів, в тому числі музичних інструментів і в обмеженій мірі для целюлози в промисловому виробництві, наприклад, паперу.

## Загрози та охорона
Вирубки, які не супроводжувалися задовільною природною регенерацією (чи то через пожежу або випас) скоротили площі проживання виду. Цей вид присутній в кількох охоронних районах по всьому діапазону поширення.